# Liste des sculptures du jardin du Luxembourg

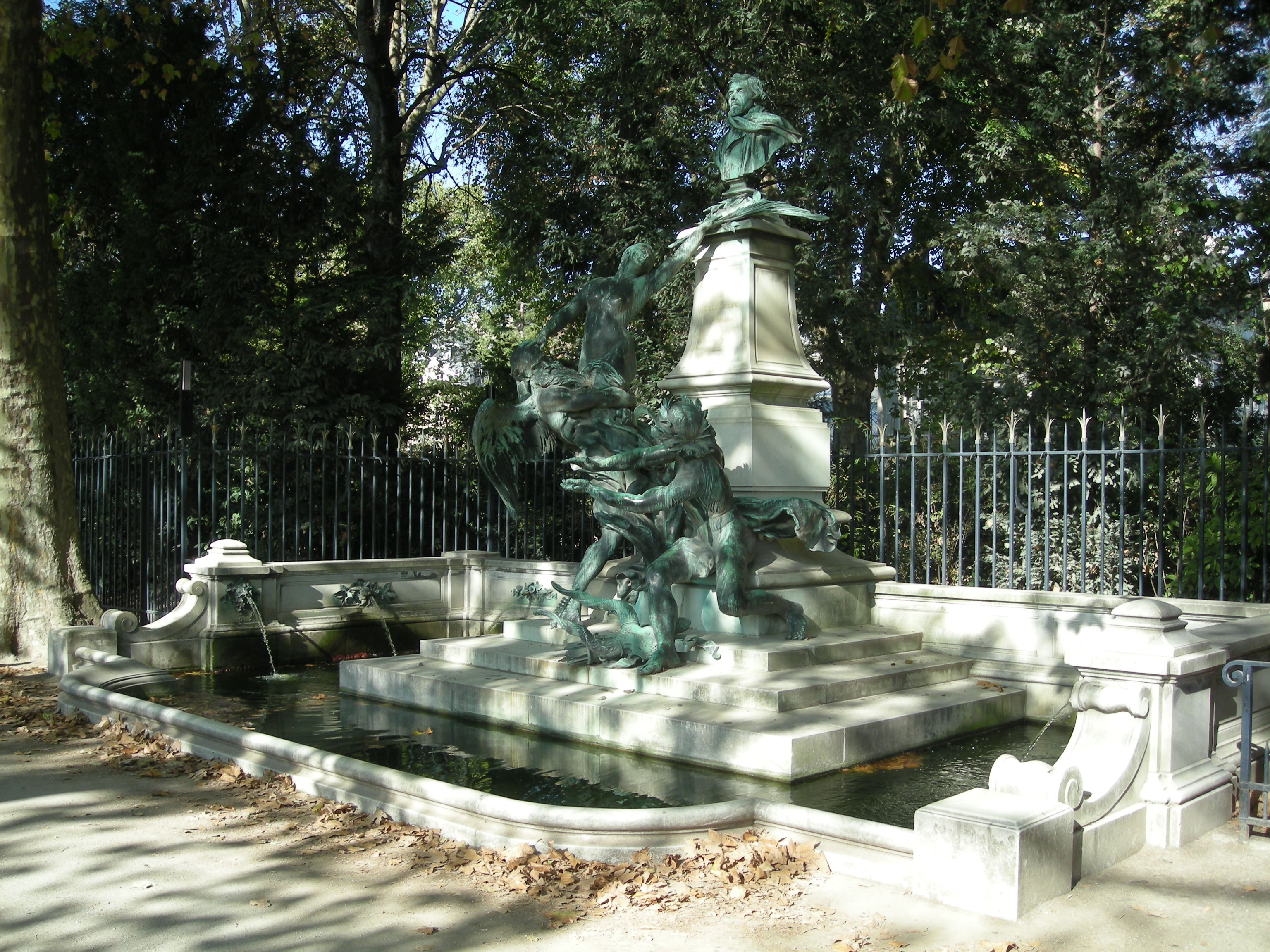
Jules Dalou, Monument à Eugène Delacroix (1890).

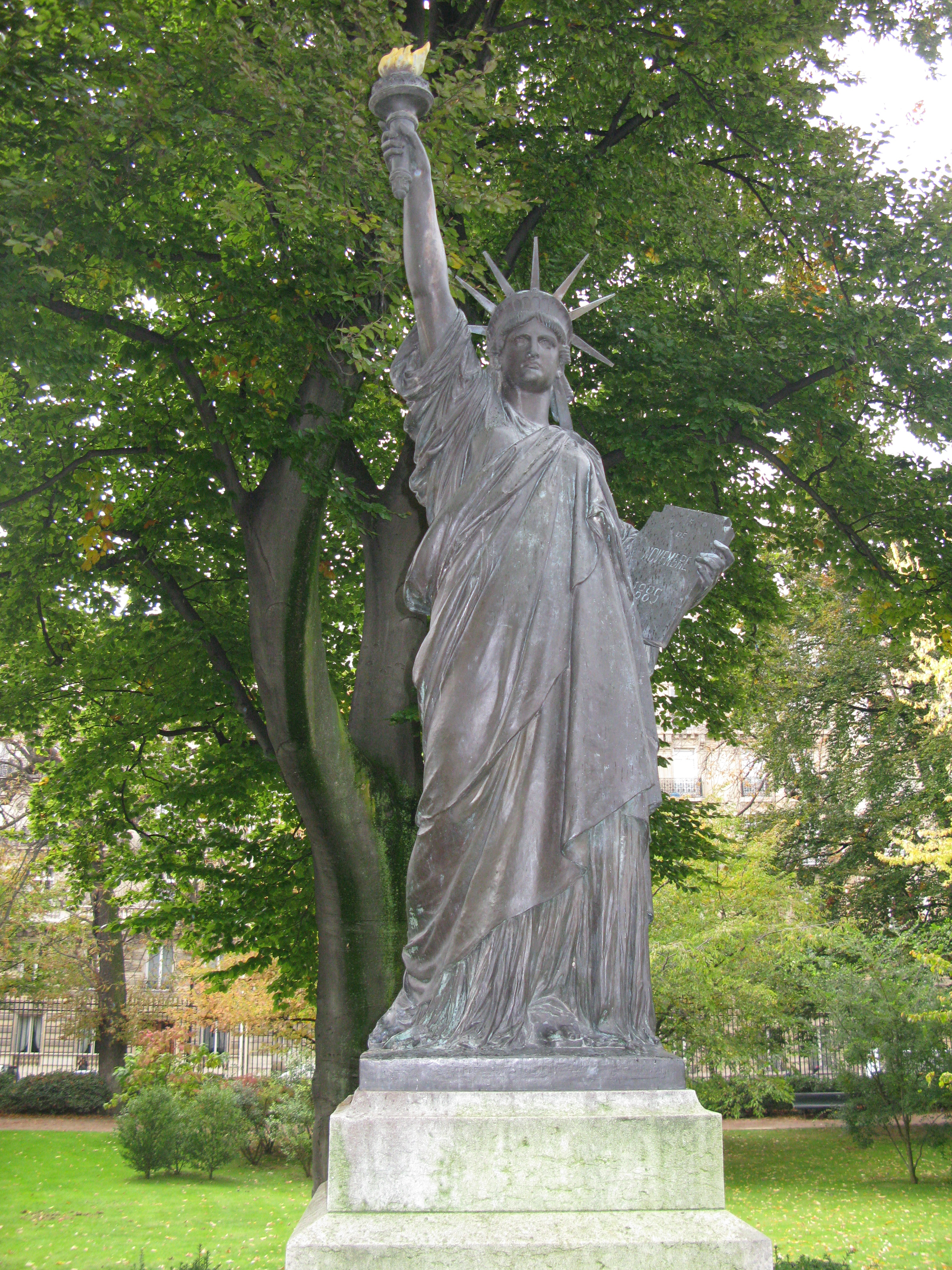
Auguste Bartholdi, statue de la Liberté (1889), réduction en bronze.

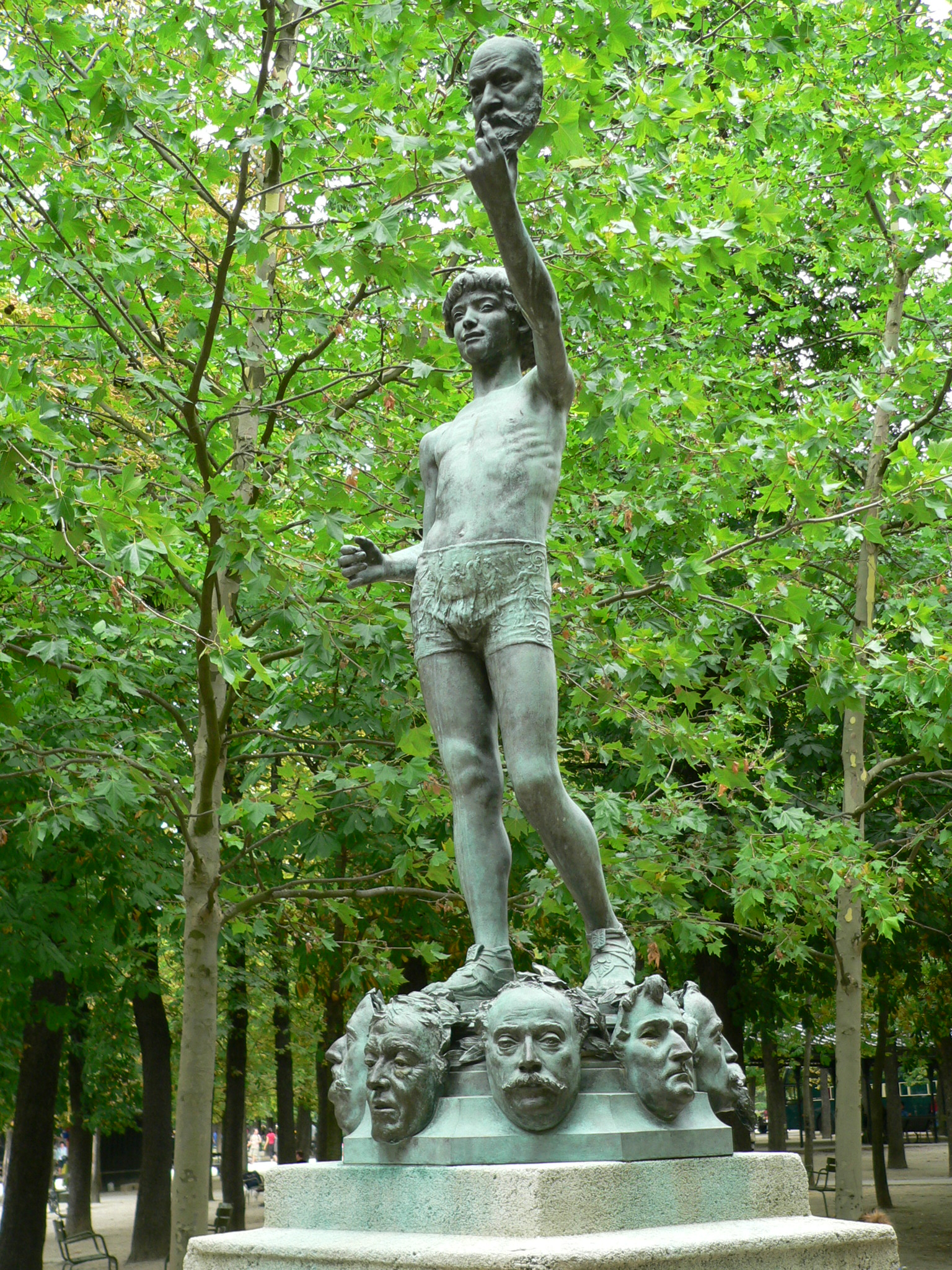
Zacharie Astruc, Le Marchand de masques (1883).

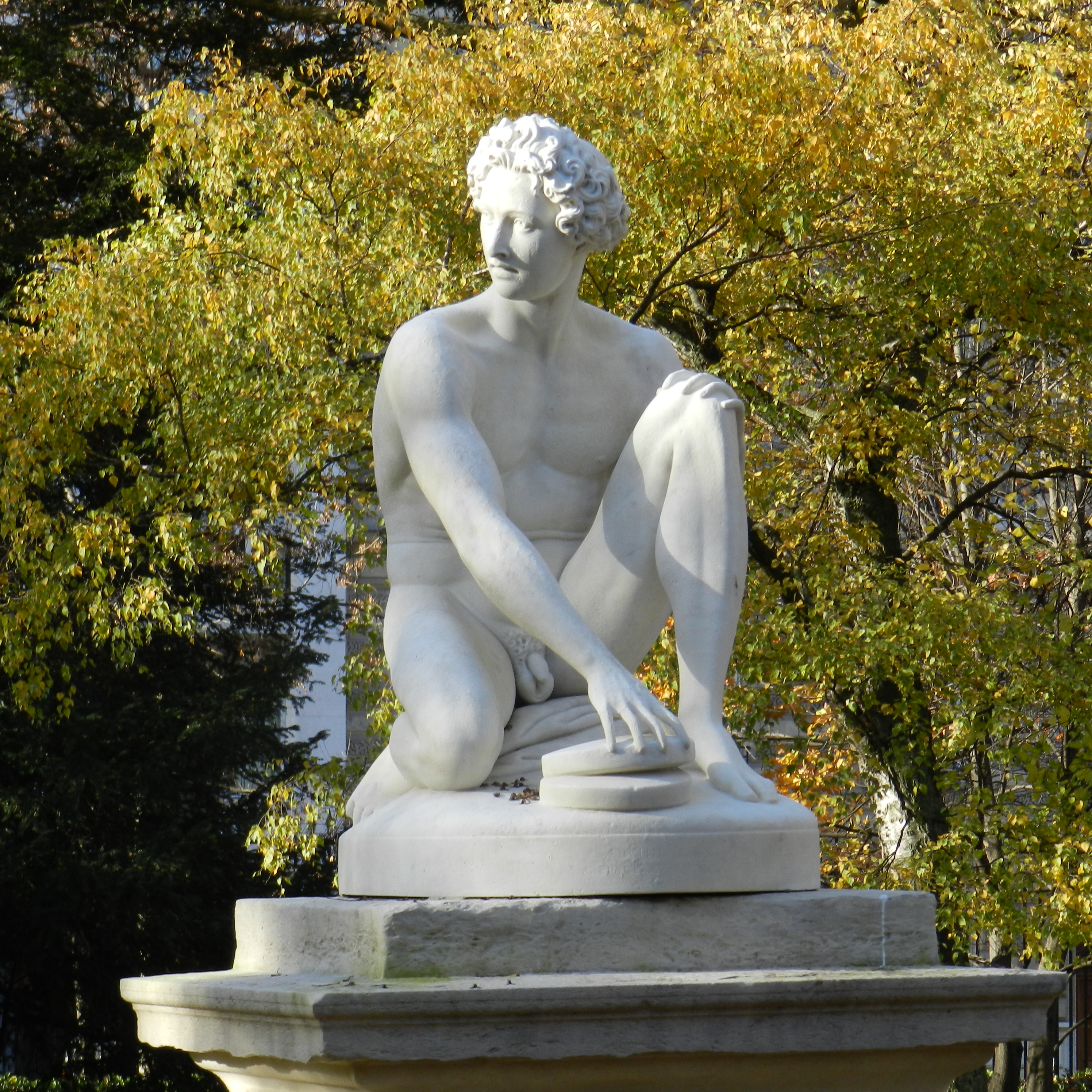
Henri Lemaire, Archidamas se préparant à lancer le disque (1847).

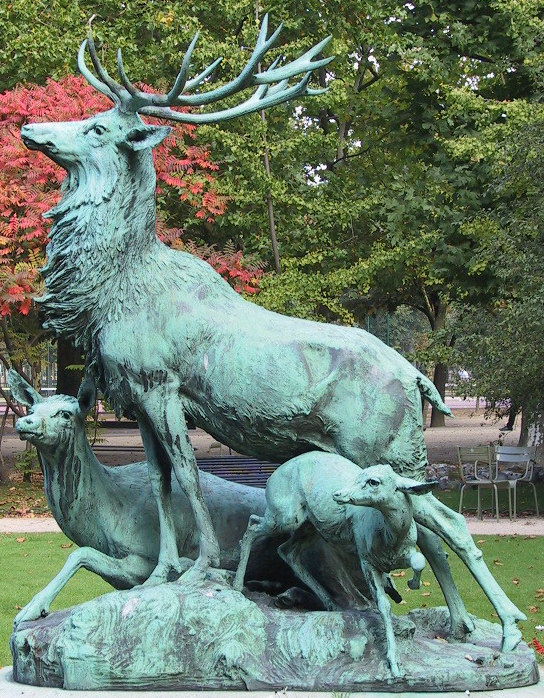
Arthur Le Duc, Harde de cerfs écoutant le rapproché (vers 1885).

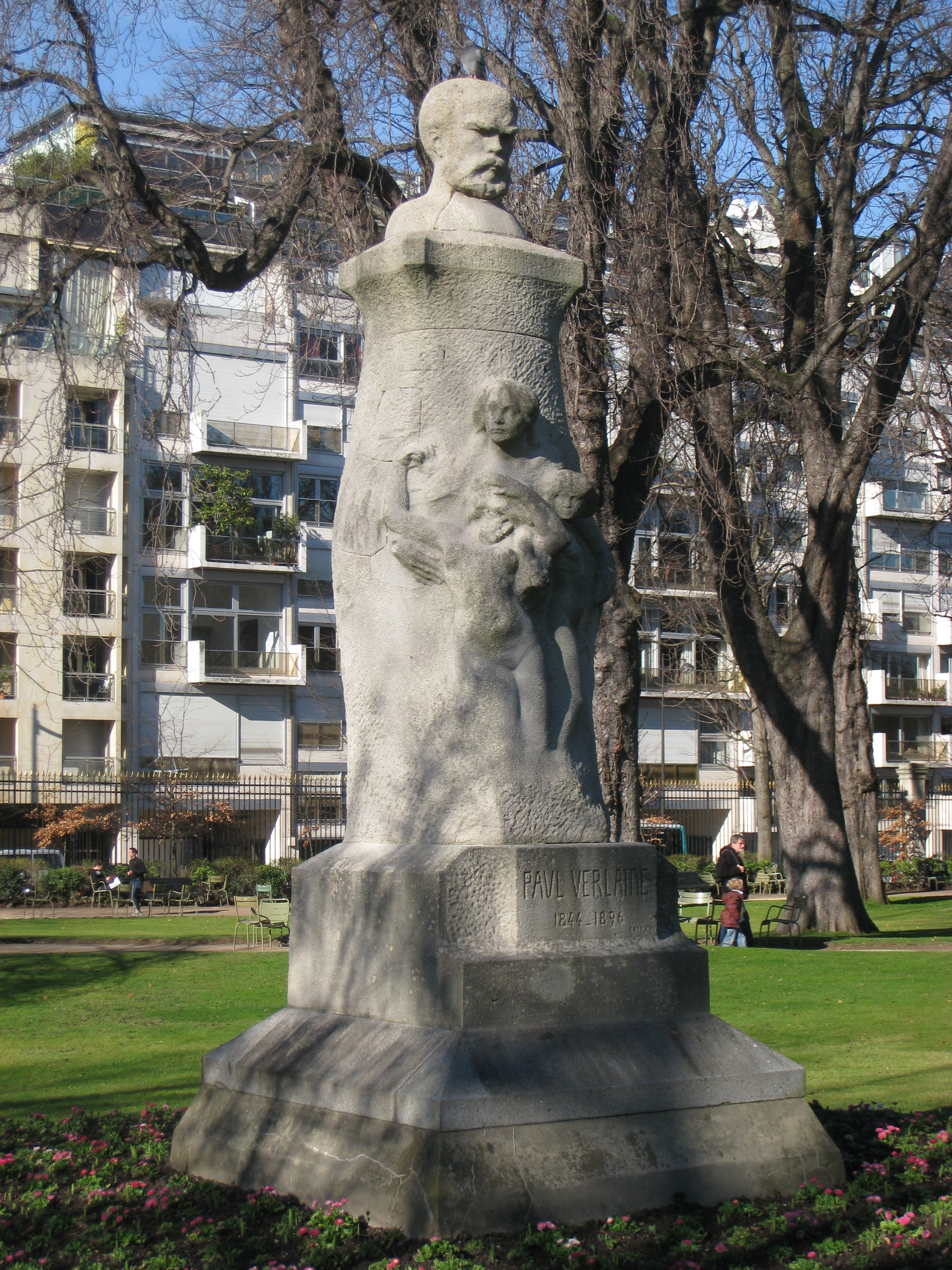
Auguste de Niederhausern, Monument à Paul Verlaine (1911).

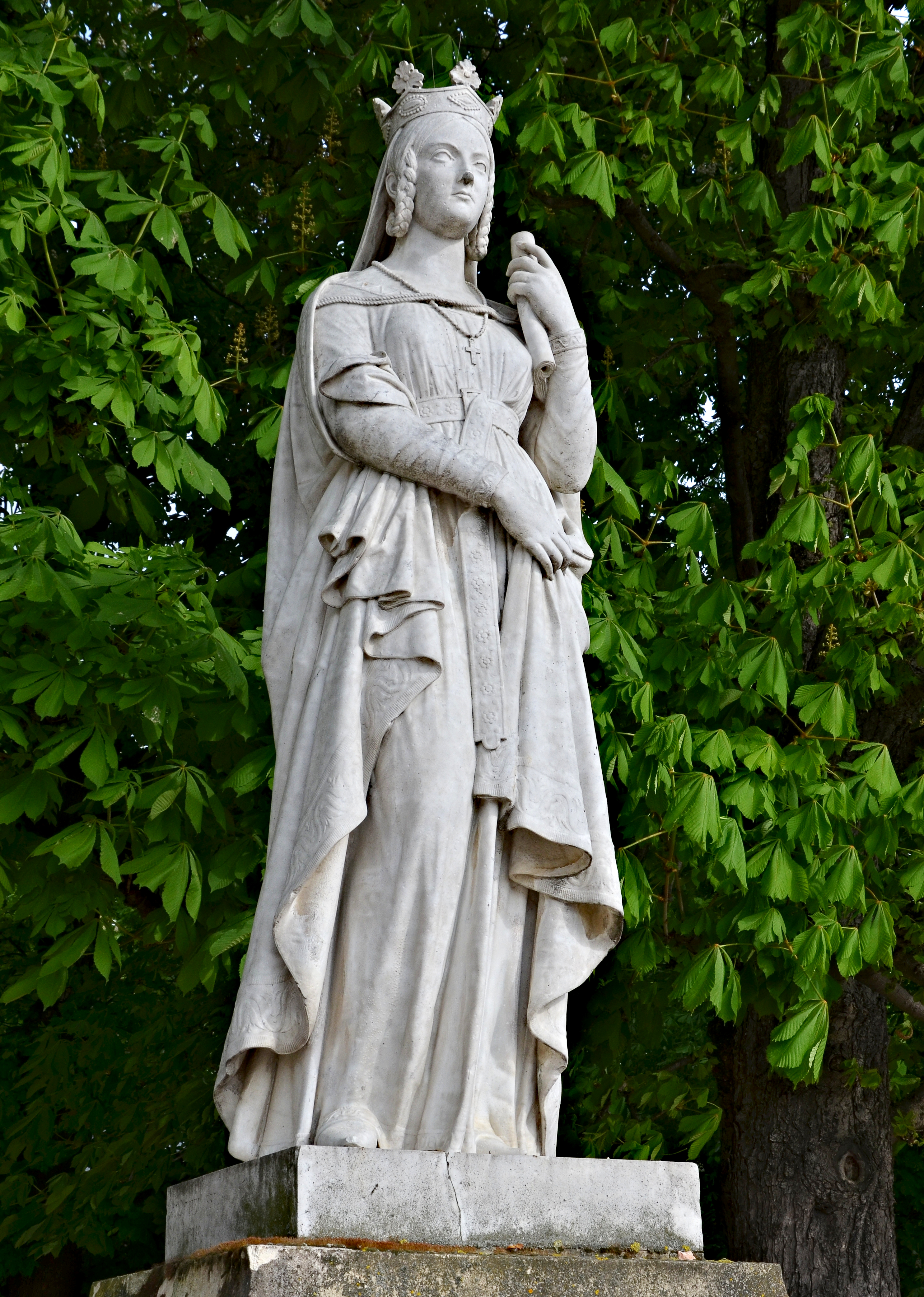
Victor Thérasse, Bathilde (1848).

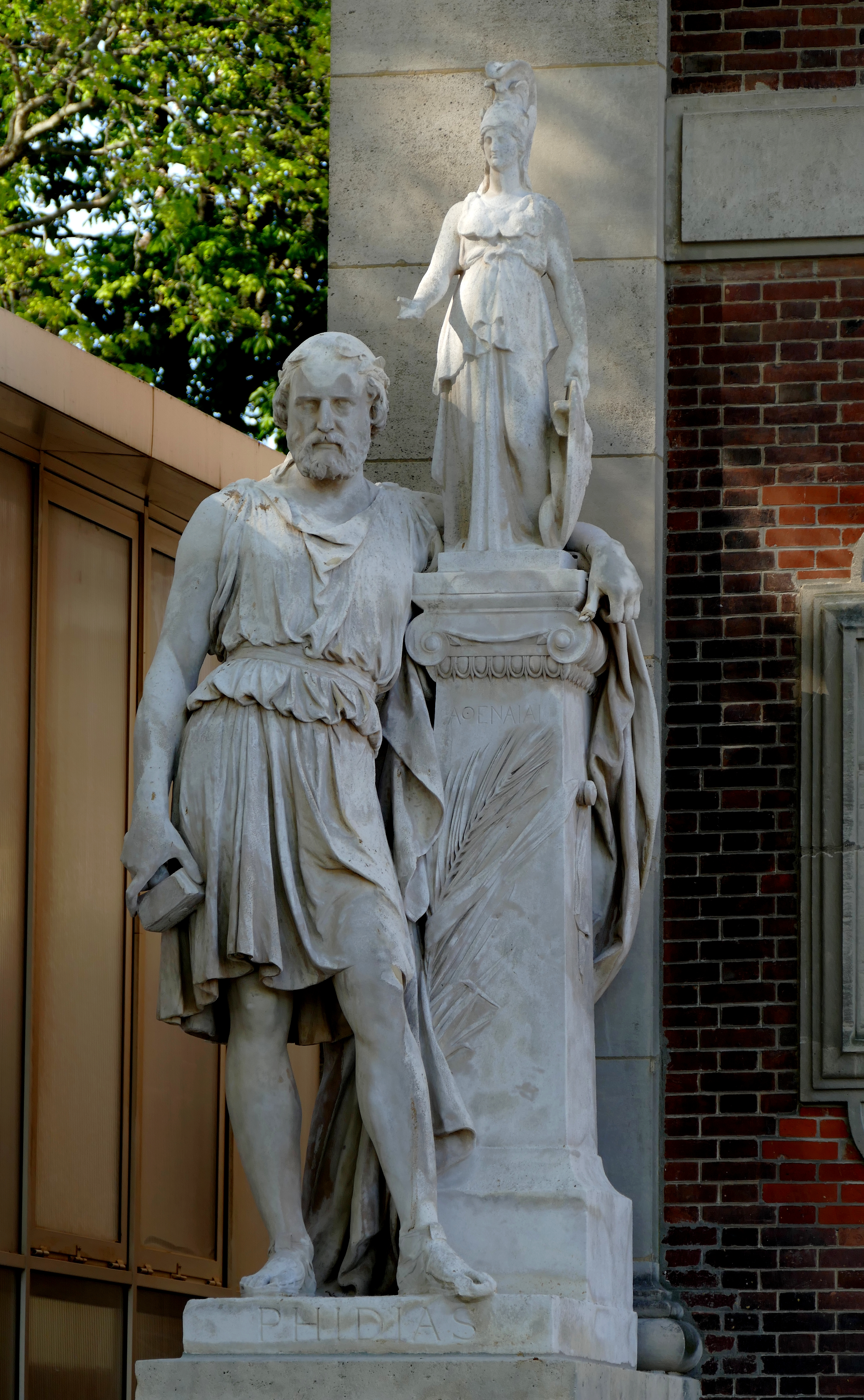
Aimé Millet, Phidias (1889), devant l'orangerie, côté sud.

Le jardin du Luxembourg abrite 106 statues, dont les suivantes :
En partant au nord-est du jardin, sur le côté du palais :
- Le Gaulois ou Le Silence, par Guillaume Berthelot (1580-1648) ;
- Sainte-Suzanne ou Cérès, 1633, marbre de Carrare par François Duquesnoy (1597-1643) ;
- La Femme aux pommes, 1937, bronze par Jean Terzieff (1894-1978) ;
- Monument à Henry Murger, 1895, bronze par Henri-Théophile Bouillon (1864-1934)[2] ;
- Étudiants morts dans la Résistance, 1954-1956, bronze par Gaston Watkin (1916-2011) ;
- Monument à Théodore de Banville, 1892, pierre par Jules Roulleau (1855-1895) ;

Puis, après la fontaine Médicis :
- L'Acteur grec, 1868, bronze par Charles-Arthur Bourgeois (1838-1886) ;
- Le Faune dansant, 1850-1852, par Eugène-Louis Lequesne (1815-1897) ;
- Il Dispetto, ou Le Dépit, 1872,  marbre par Jean Valette (1825-1878) ;
- Monument à Leconte de Lisle, 1897, une muse ailée enlace le buste du poète, marbre par Denys Puech (1854-1942) ;

En contournant le bassin en direction du sud se trouvent :
- Caius Marius debout sur les ruines de Carthage, 1857, marbre par Victor Vilain (1818-1899) ;
- Calliope, marbre par Ferdinando Pelliccia (1808-1892) ;
- David vainqueur de Goliath, marbre anonyme d'après l'antique ;
- Vulcain présentant les armes qu'il a forgées, 1781, statue en marbre blanc par Charles-Antoine Bridan (1730-1805) ;
- Flore, d'après l'antique ;

Autour de la terrasse centrale, des statues de Reines de France et Femmes illustres, dont notamment Clotilde et Bathilde qui ont été choisies par Louis-Philippe ;
- Marie Stuart, par Jean-Jacques Feuchère ;
- Monument à George Sand, 1904, marbre blanc par François Sicard (1862-1934) ;
- Bocca della Verità, 1871, marbre blanc par Jules Blanchard (1832-1916) ;
- Monument à Stendhal, médaillon en bronze par Auguste Rodin (1840-1917), agrandissement d'un modèle créé par Pierre-Jean David d'Angers (1788-1856)[3],[4] ;
- Velléda contemplant la demeure d'Eudore, 1844, marbre par Hippolyte Maindron (1801-1884) ;
- Monument à Gustave Flaubert, buste en pierre par Auguste Clésinger (1814-1883) ;
- Le Cri, l'Écrit, 2007, trois anneaux de bronze polychrome, commémorant l'abolition de l'esclavage, par Fabrice Hyber (ne en 1961) ;
- Stèle en hommage aux esclaves des colonies françaises, inaugurée en 2011 par Nicolas Sarkozy ;
- Le Marchand de masques, bronze par Zacharie Astruc (1835-1907), où figurent les masques de Victor Hugo, Léon Gambetta, Alexandre Dumas fils, Eugène Delacroix,  Jean-Baptiste Carpeaux, Camille Corot, Hector Berlioz, Jean-Baptiste Faure, Honoré de Balzac, Jules Barbey d'Aurevilly.

Puis viennent les statues de :
- Jeanne d'Albret, par Jean-Louis Brian ;
- Clémence Isaure, par Auguste Préault ;
- Anne-Marie-Louis d'Orléans, duchesse de Montpensier, par Camille Demesmay ;
- Louise de Savoie, par Auguste Clésinger ;
- Marguerite d'Anjou, par Ferdinand Taluet .

- Plaque en hommage aux insurgés de la Commune, fusillés contre ce mur le 25 mai 1871 ;
- Lion, sculpture en pierre par Jean-Baptiste Henraux ;
- Diane à la biche, pierre d'après l'antique ;

En allant vers le palais, sur la pelouse face au bassin :
- Monument à Scheurer-Kestner, 1908, groupe en pierre, par Jules Dalou (1838-1902), avec La Justice tenant le glaive et la balance, et La Vérité nue, tenant un miroir (lequel a disparu) ;

Au milieu du bassin :
- Enfant supportant une vasque, sculpteur anonyme ;

En direction de l'ouest, sur le parterre :
- Vénus sortant du bain, d'après l'antique ;
- Vénus au Dauphin, d'après l'antique ;
- Blanche de Castille, reine de France, par Auguste Dumont ;
- Junon reine du ciel (en) d'après l'antique ;
- Minerve à la chouette, anonyme ;

Puis d'autres reines de France et femmes célèbres :
- Anne d'Autriche, par Joseph Marius Ramus ;
- Anne de Bretagne, par Jean-Baptiste Joseph Debay ;
- Marguerite de Provence, par Honoré Husson ;
- Sainte Clotilde, par Jean-Baptiste-Jules Klagmann ;

Au nord, sur le parterre :
- Stèle à la mémoire des sept combattants de la Libération, par Charles Soudant ;

Puis, vers le sud :
- Flore, d'après l'antique, pendant d'un autre modèle de l'autre côté du bassin ;

Puis viennent les autres Reines de France et Femmes illustres :
- Blanche de Castille, par Auguste Dumont ;
- Anne de Beaujeu, par Jacques-Édouard Gatteaux ;
- Valentine de Milan, par Victor Huguenin ;
- Marguerite d'Angoulême, par Joseph-Stanislas Lescorné ;
- Marie de Médicis, par Louis-Denis Caillouette ;
- Laure de Noves, par Auguste Ottin ;

- Lion, par Jean-Baptiste Henraux (pendant du précédent) ;

Au sud, légèrement vers l'ouest :
- Monument à Frédéric Le Play, bronze par André-Joseph Allar (1845-1926) ;

Sur la parterre sud, à hauteur de la place André-Honnorat, et en direction de l'ouest et de la rue d'Assas, se trouvent successivement :
- Lion de Nubie et sa proie, 1870, bronze d'Auguste Cain (1822-1894) ;
- Hommage à Pierre Mendès France, 1984, sculpture de Pierre Peignot (1947-2002) ;
- Harde de cerfs écoutant le rapproché, vers 1885, groupe en bronze par Arthur Le Duc (1848-1918) ;
- Monument à Ferdinand Fabre, 1880, par Laurent Marqueste (1848-1920) ;
- Monument à Charles Baudelaire, 1936, par Pierre-Félix Fix-Masseau (1869-1937) ;
- Monument à la comtesse de Ségur, 1910, par Jean Boucher (1870-1939) ;
- Monument à Louis Ratisbonne, marbre par Émile Soldi (1846-1906)[5] ;
- Monument à Antoine Watteau, 1896, pierre et bronze par Henri Gauquié (1858-1927)[6] ;
- Le Poète ou Hommage à Paul Éluard, 1954, bronze par Ossip Zadkine (1890-1967) ;
- Monument à José-Maria de Heredia, bronze par Victor Ségoffin (1867-1925) ;
- Monument à Sainte-Beuve, 1898, buste en pierre par Denys Puech (1854-1942) ;
- Bonheur, ou Joies de la famille, 1888, groupe en pierre par Palma d'Annunzio Daillion  (1863-1943) ;

Puis en tournant sur la droite, en direction du nord, sur le premier parterre longeant la rue Guynemer :
- Monument à Frédéric Chopin, en bronze et pierre par Paul Dubois (1829-1905) ;
- Archidamas se préparant à lancer le disque, 1847, statue en pierre par Henri Lemaire (1798-1880) ;
- Monument à Jules Massenet, 1926, par Raoul Verlet (1857-1923), achevé par le sculpteur Paul Gasq (1860-1944) ;
- Une réduction en bronze de la statue de la Liberté, dite La Liberté éclairant le monde, d'Auguste Bartholdi, fondue en 1889, a été achetée par l'État en 1900 pour le musée du Luxembourg à Paris où elle fut exposée pendant quelques années. Elle est transférée dans le jardin en 1906. En juillet 2012, elle est déposée dans la nef du musée d'Orsay à Paris. Une copie en bronze la remplace depuis lors dans le jardin[7] ;
- Monument à Édouard Branly, par Carlo Sarrabezolles (1888-1971) ;

En remontant au nord, sur le parterre suivant :
- Monument à Gabriel Vicaire, 1902, pierre, par Jean-Antoine Injalbert (1845-1933) ;
- Monument à Paul Verlaine, 1911, pierre par Auguste de Niederhausern, dit Rodo (1863-1913) ;
- Le Triomphe de Silène, 1898, groupe en bronze par Jules Dalou (1838-1902), inspiré par Pierre-Paul Rubens ;
- L'Hiver, statue en marbre attribuée à Michel Anguier (1612-1686) ;
- Monument à Beethoven, inauguré en 1978, exemplaire en bronze du buste sculpté en 1902 par Antoine Bourdelle ;
- L'Effort, vers 1898, plomb et grès par Pierre Roche (1855-1922) ;
- Monument à Stefan Zweig, 2003, bronze par Félix Schivo (1924-2006) ;
- La Messagère, statue en pierre par Gabriel Forestier (1889-1969) ;

Sur la façade ouest de l'orangerie :
- Jean-Antoine Houdon, 1888,  buste par Ernest-Eugène Hiolle (1834-1886) ;
- Louis David, 1888, buste par Jean-Baptiste Hugues (1849-1930) ;

Sur la façade sud de l'orangerie :
- Antoine-Jean Gros, 1888, buste par Joseph Félon (1818-1897) ;
- François Rude, 1888, buste en pierre par Joseph Tournois (1831-1891) ;
- Pierre-Paul Prud'hon, 1888, buste en pierre par Gustave Debrie (1842-1932) ;
- Pierre-Jean David d'Angers, 1888, buste en pierre par Léon-Auguste Perrey (1841-1900) ;
- Jean-Auguste-Dominique Ingres, 1888, buste en pierre par Pierre Rambaud (1852-1893) ;
- James Pradier, 1888, buste en pierre par Louis Desprez (1832-1892) ;
- Eugène Delacroix, 1888, buste en pierre par Alfred-Adolphe-Édouard Lepère (1827-1904) ;
- Antoine-Louis Barye, buste en pierre par François-Raoul Larche (1860-1912) ;
- Théodore Rousseau, buste en pierre par Henri Louis Levasseur (1853-1934) ;
- Aimé Millet, 1888, buste en pierre par Émile Louis Bogino (mort en 1912) ;
- Phidias, 1889, statue en pierre par Aimé Millet ;
- La Peinture, 1889, statue en pierre par Jules Franceschi (1825-1893) ;

Entre le musée et le palais du Luxembourg :
- Monument à Eugène Delacroix, 1890, bronze et pierre par Jules Dalou (1838-1902). Le monument est constitué d'un groupe relié ornant une fontaine[8] ;

Sur la façade ouest, dans une niche du palais du Luxembourg :
- Psyché sous l'empire du mystère, 1889, statue en marbre par Hélène Bertaux (1825-1909) ;

En avançant vers le nord, en direction de la rue de Vaugirard :
- Montesquieu, par Denis Foyatier (1793-1863) ;

Devant l'orangerie, vers la rue de Vaugirard :
- Jeune vendangeur, par Alphonse Dumilatre (1844-1928) ;
- Flore, d'après l'antique ;
- Étienne Pasquier, par Denis Foyatier (1793-1863) ;
- Les Trois Grâces, par Marthe Baumel-Schwenck (1913-1992) ;
- La Porteuse de parfum, statue par Victor Brecheret (1894-1955), bronze inauguré en 2010, d'après le modèle en plâtre exposé au Salon d'automne de 1924[9] ;
- Femme se regardant dans un miroir, statue en marbre par Ludwig Georges Matrai (1850-1906) ;

Devant les serres et leurs dépendances :
- Hercule, statue par Auguste Ottin (1811-1890) ;
- Bethsabée, par Paul Moreau-Vauthier (1871-1936) ;
- Amphitrite, sculpture anonyme ;
- Eustache Le Sueur, 1853, statue en marbre par Honoré Jean Aristide Husson (1803-1864)[10].

## Œuvres disparues
- Au but ! ou Les Coureurs, 1886, groupe en bronze par Alfred Boucher (1850-1934), envoyé à la fonte sous le régime de Vichy, dans le cadre de la mobilisation des métaux non ferreux[11] ;
- Monument à Léon Cladel, par son fils Saül-Alpinien Cladel,  inauguré le 21 mai 1927 et fondu en 1942 ;
- La Saga par Jean-Désiré Ringel d'Illzach ;
- Jean-Sylvain de Bailly, statue par Jean-Paul Aubé, détruite en 1942 ;
- Le gladiateur Borghèse, statue mentionnée dans le chapitre VII « Aventures de la lettre U livrée aux conjectures » du livre 6 du tome 3 des Misérables de Victor Hugo et peinte par Antonio de la Gandara en 1912[12],[13].